# Kruisingsmast

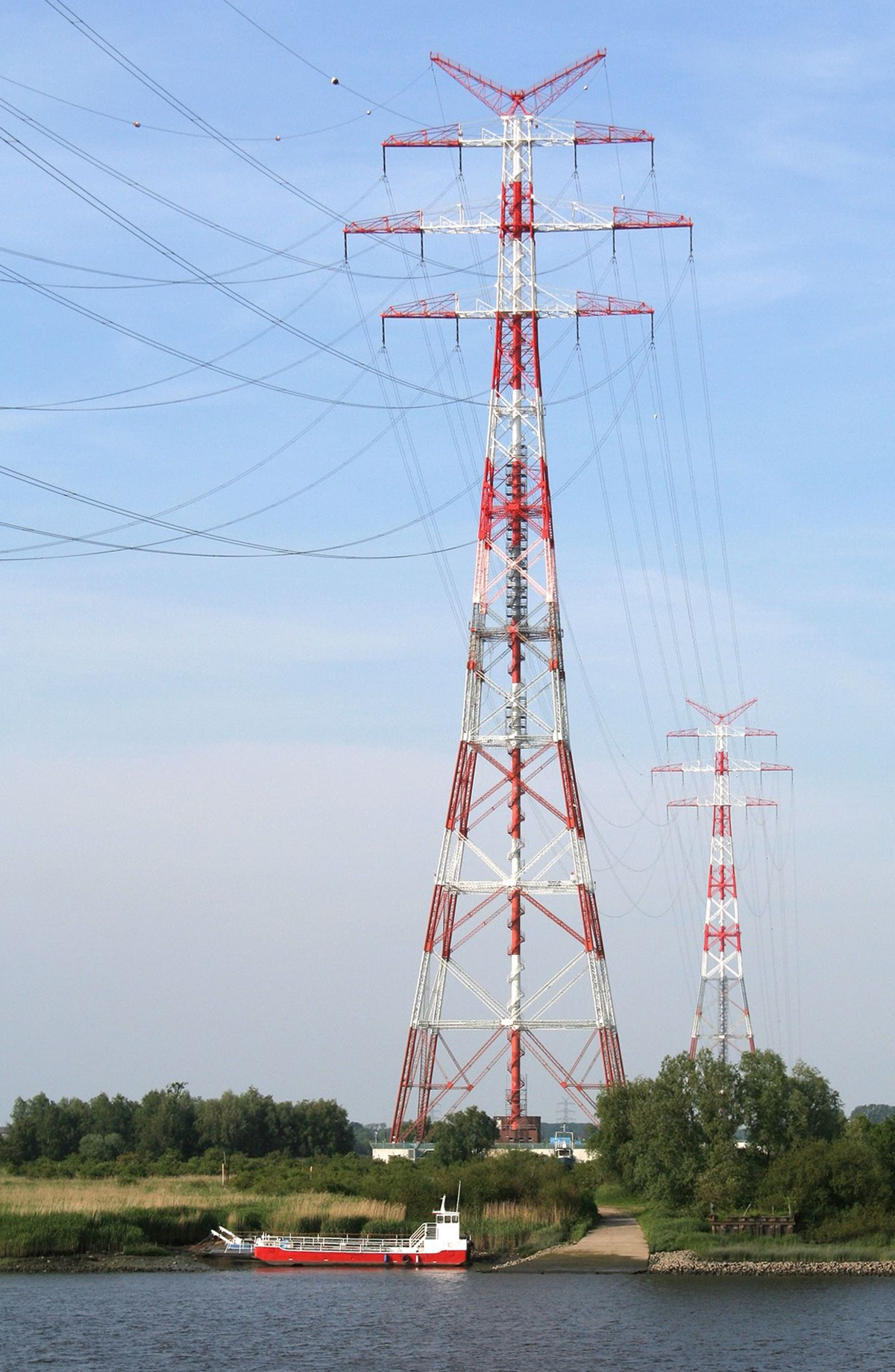
227 meter hoge masten van de oversteek over de Elbe nabij Hamburg in Duitsland.

Een kruisingsmast of crossingmast is een bovengrondse hoogspanningsmast die is aangepast voor een lange en/of hoge overspanning over bijvoorbeeld een dal, vallei, zeearm, verkeersweg, of rivier.
Vanwege hun hoogte zijn ze opvallend en van grote afstand zichtbaar. 
De hoogste hoogspanningsmasten ter wereld zijn allemaal kruisingsmasten.
Zeer hoge masten kunnen conform de voorschriften van de Internationale Burgerluchtvaartorganisatie zijn uitgerust met obstakelverlichting  en wit-rode beschildering, en soms markeringsballen in de bliksemdraden ook ter bescherming van vogels. 
Ook worden ze wel uitgerust met een vaste ladder of trap.
Kruisingsmasten kunnen zijn uitgevoerd als steunmast of afspanmast.
Als steunmast zijn ze meestal verbonden met een extra sterke afspanmast verder van de kruising af.
Vooral als een grote afstand wordt overspannen, is het nodig dat de masten niet alleen hoger, maar ook sterker zijn dan de gewone masten in dezelfde lijn.
Ze moeten immers het gewicht van veel langere geleiders aankunnen.
Bij grote overspanningen moeten de onderlinge afstanden tussen de geleiders vergroot worden, om te voorkomen dat ze elkaar kunnen raken en kortsluiting veroorzaken, bijvoorbeeld bij sterke wind.
Daarvoor kunnen masten gebruikt worden met bredere traversen, of aparte masten per geleider (eengeleidermasten).
Zo is men vrij om de afstand naar believen te vergroten.
Niet elke kruising heeft speciale masten nodig.
Een "gewone" steunmast wordt wel aangeduid met S+0 (S staat voor steunmast, en het getal is de extra hoogte in meters).
Een kruisingsmast kan bijvoorbeeld zijn S+10 of S+42.

## Rivieren en zeearmen
Hiervoor kunnen hoge tot zeer hoge masten nodig zijn, afhankelijk van de afstand die moet worden overspannen, en de minimale hoogte (meestal de doorvaarthoogte) waar de lijnen boven moeten blijven.
Ook het al of niet vlak zijn van het gebied speelt een rol.
Kruisingsmasten kunnen makkelijk 50 tot 100 meter hoger zijn dan de overige masten in dezelfde lijn.
De overkruising van de Elbe bij Hamburg in Duitsland heeft masten van 227 meter hoog; binnen Europa zijn alleen de masten van de buiten gebruik gestelde Hoogspanningskabel van Messina hoger: 323 meter.

## Dalen
De masten voor overkruising van een dal hoeven, afhankelijk van de situatie, niet altijd extra hoog te zijn. 
De afstand die overspannen wordt kan wel zeer groot zijn.

## Kanalen, snelwegen, hoogspanningslijnen
Hiervoor zijn geen zeer hoge masten nodig. De te overbruggen afstand is meestal vrij klein, en de vrije doorgangshoogte is ook beperkt.

## Kabelbanen
Voor kruisingen van hoogspanningslijnen met kabelbanen zijn bijzondere oplossingen bedacht. 
Die zorgen dat bij evacuatie van passagiers de hoogspanningslijn niet stroomloos hoeft te worden gemaakt.
De hoogspanningslijn gaat dan onder een afdekking door.
Zulke constructies zijn bijvoorbeeld te vinden ten zuiden van Zermatt in Zwitserland, in Oostenrijk bij de Patscherkofelbahn nabij Innsbruck en de Penkenbahn in Mayrhofen.

## Foto's

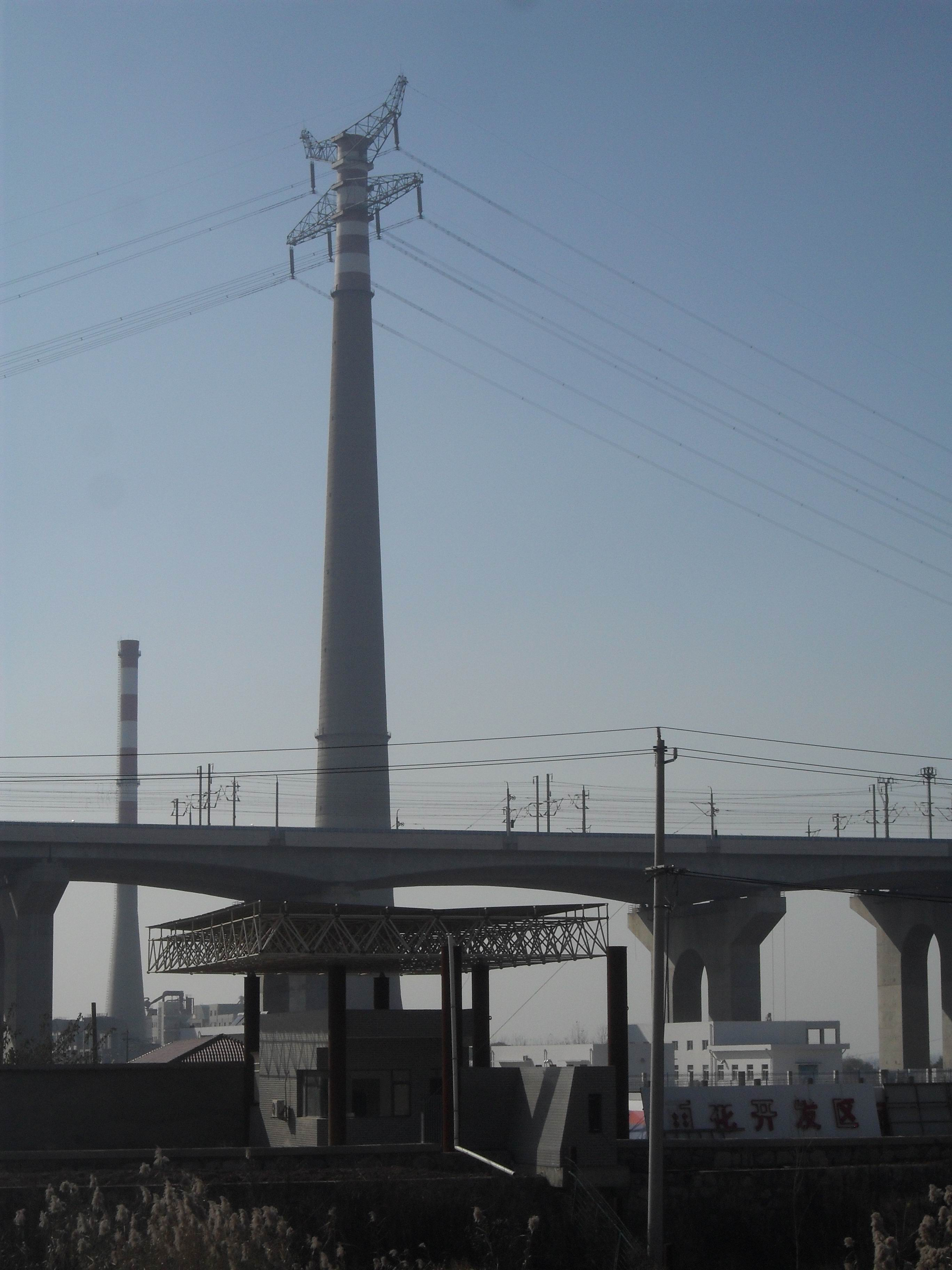
Een van de hoogste kruisingsmasten ter wereld, in China
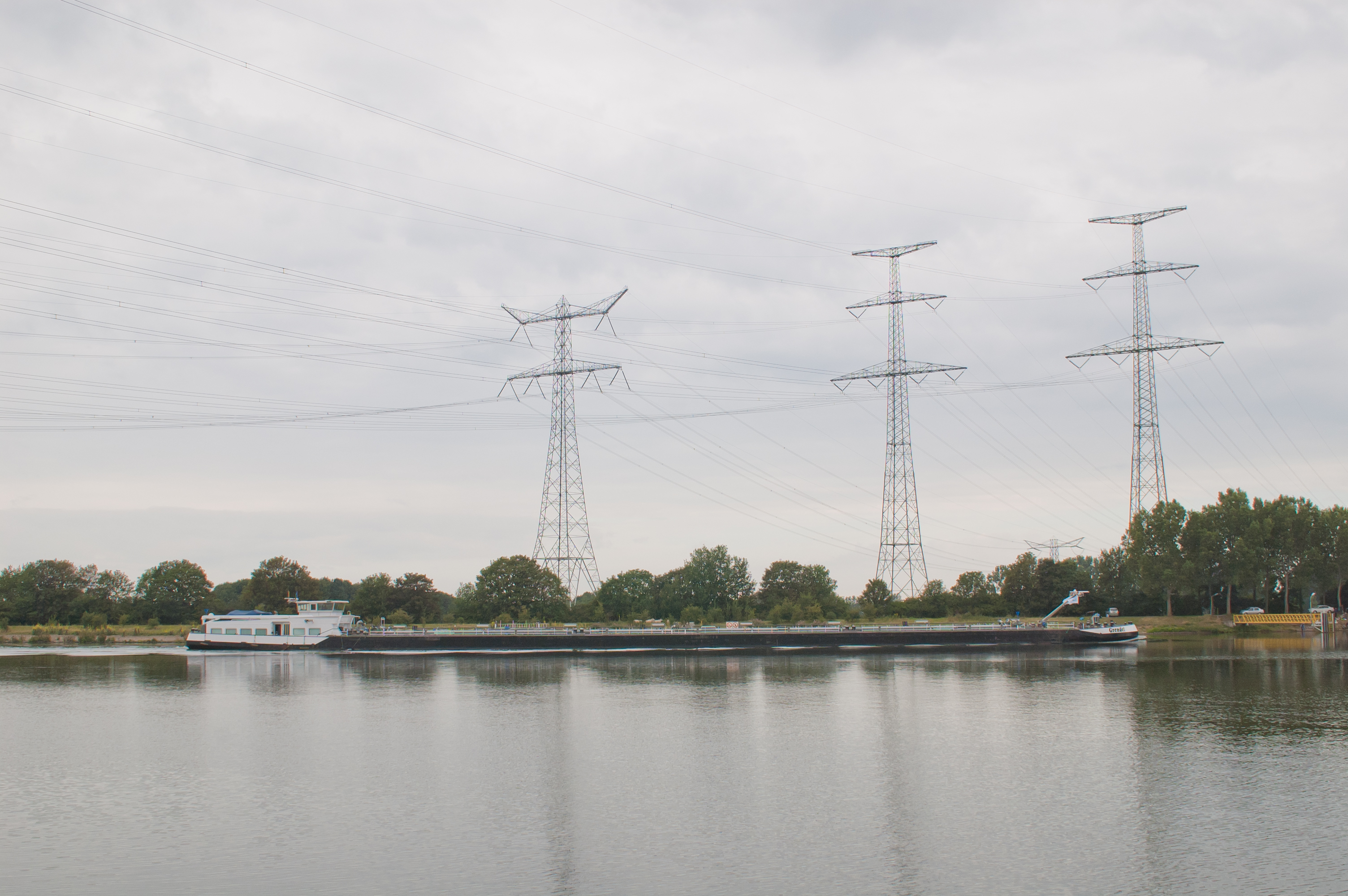
Drie kruisingsmasten; Maasoversteek bij Linne in Nederland.
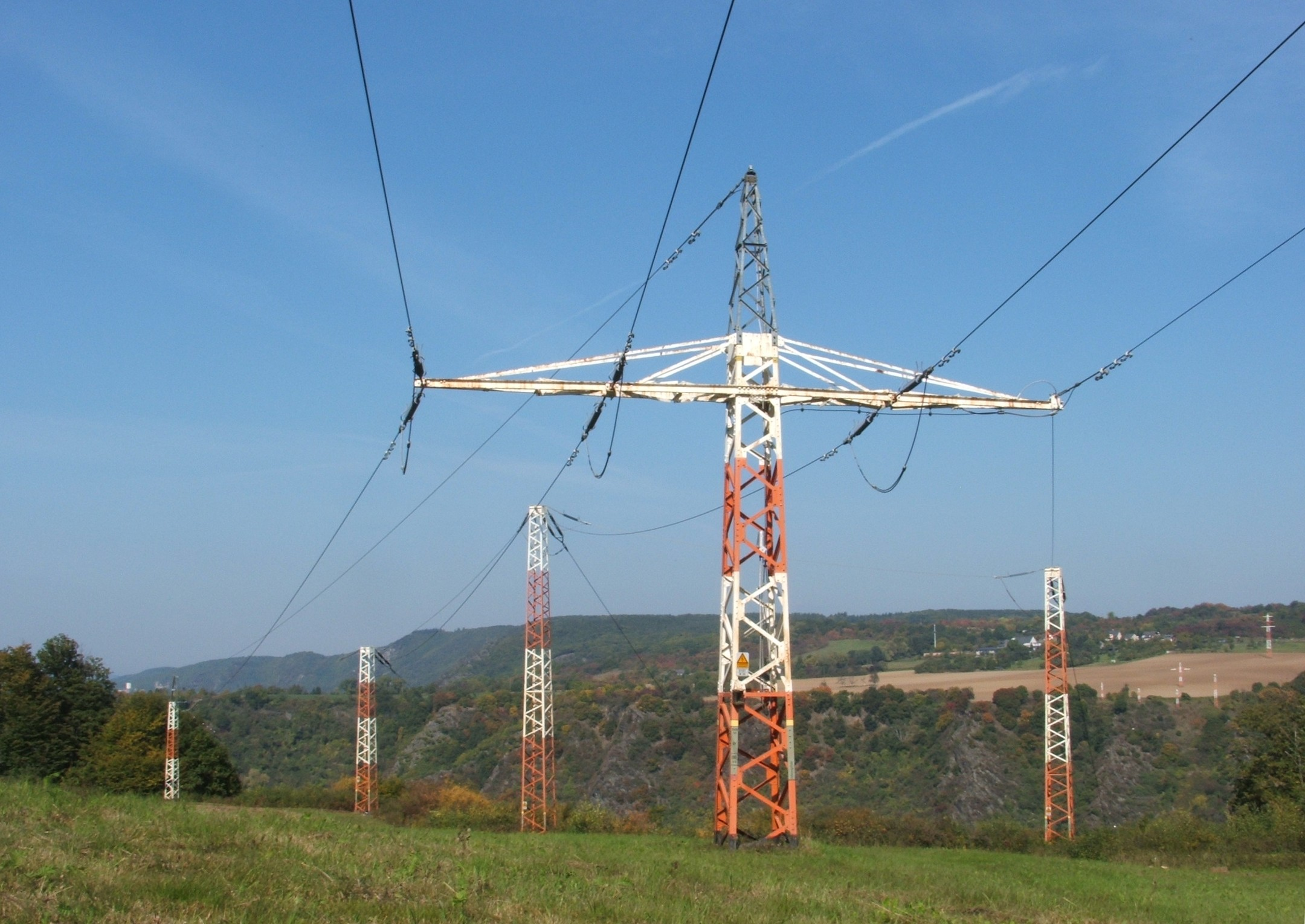
Overgang van eenvlaksmast naar drie eengeleidermasten; oversteek van de Rijn in Duitsland
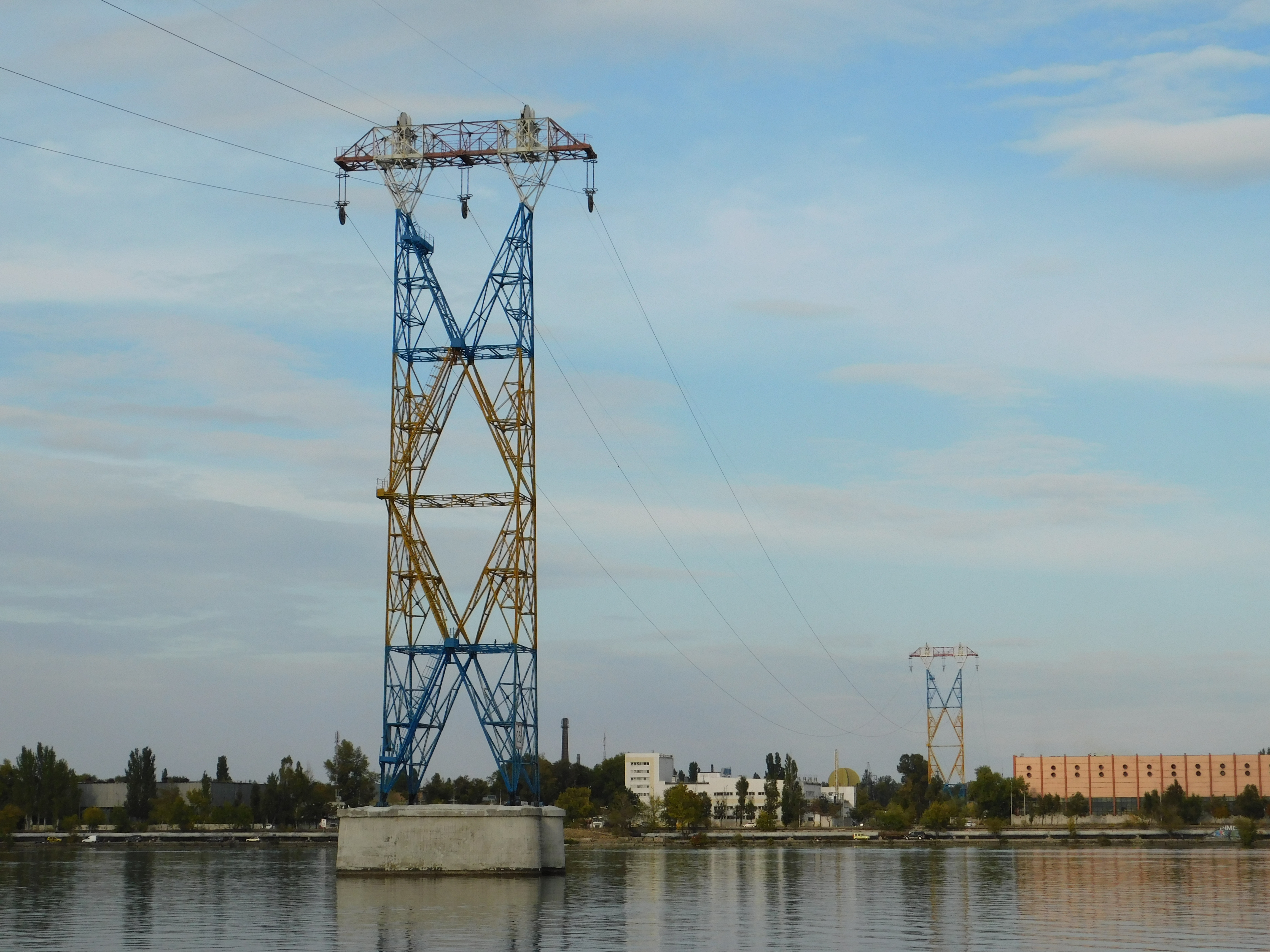
Overspanning over de Dnjepr met portaalmasten in Dnipro, Oekraïne
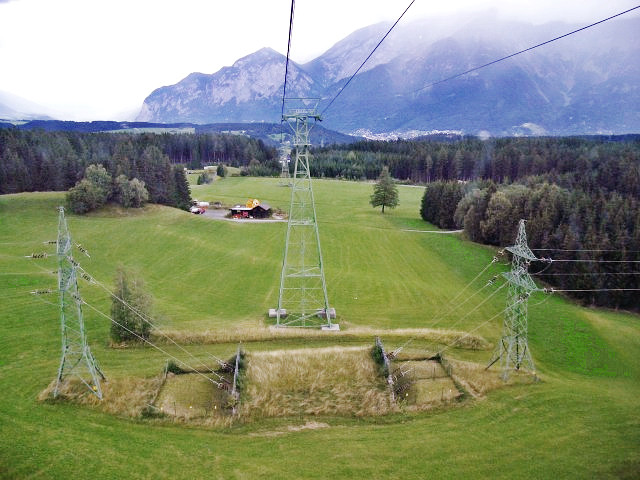
Kruising van een kabelbaan (de Patscherkofelbahn) en een hoogspanningslijn, nabij Innsbruck in Oostenrijk.
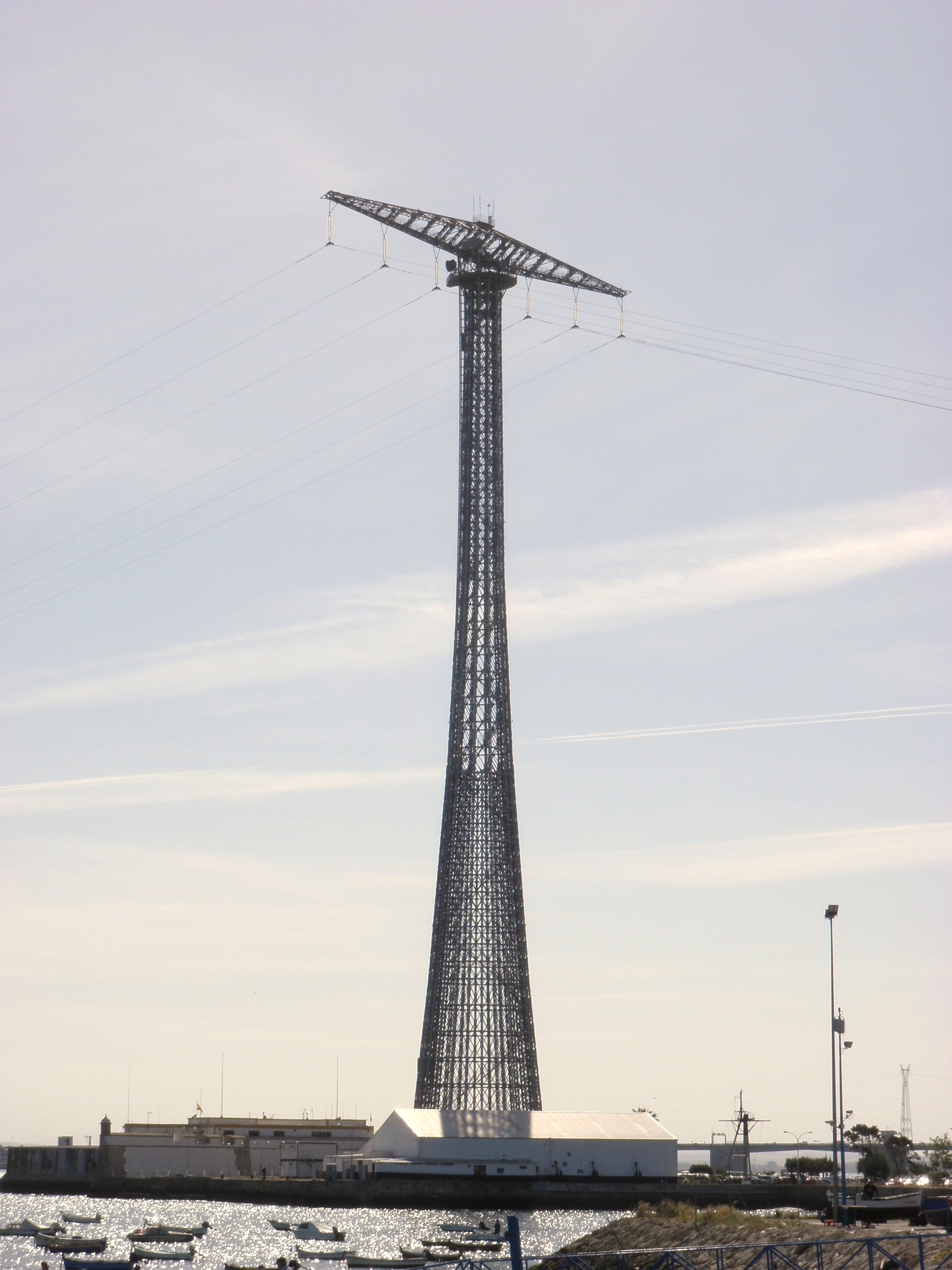
Mast in Cádiz, Spanje
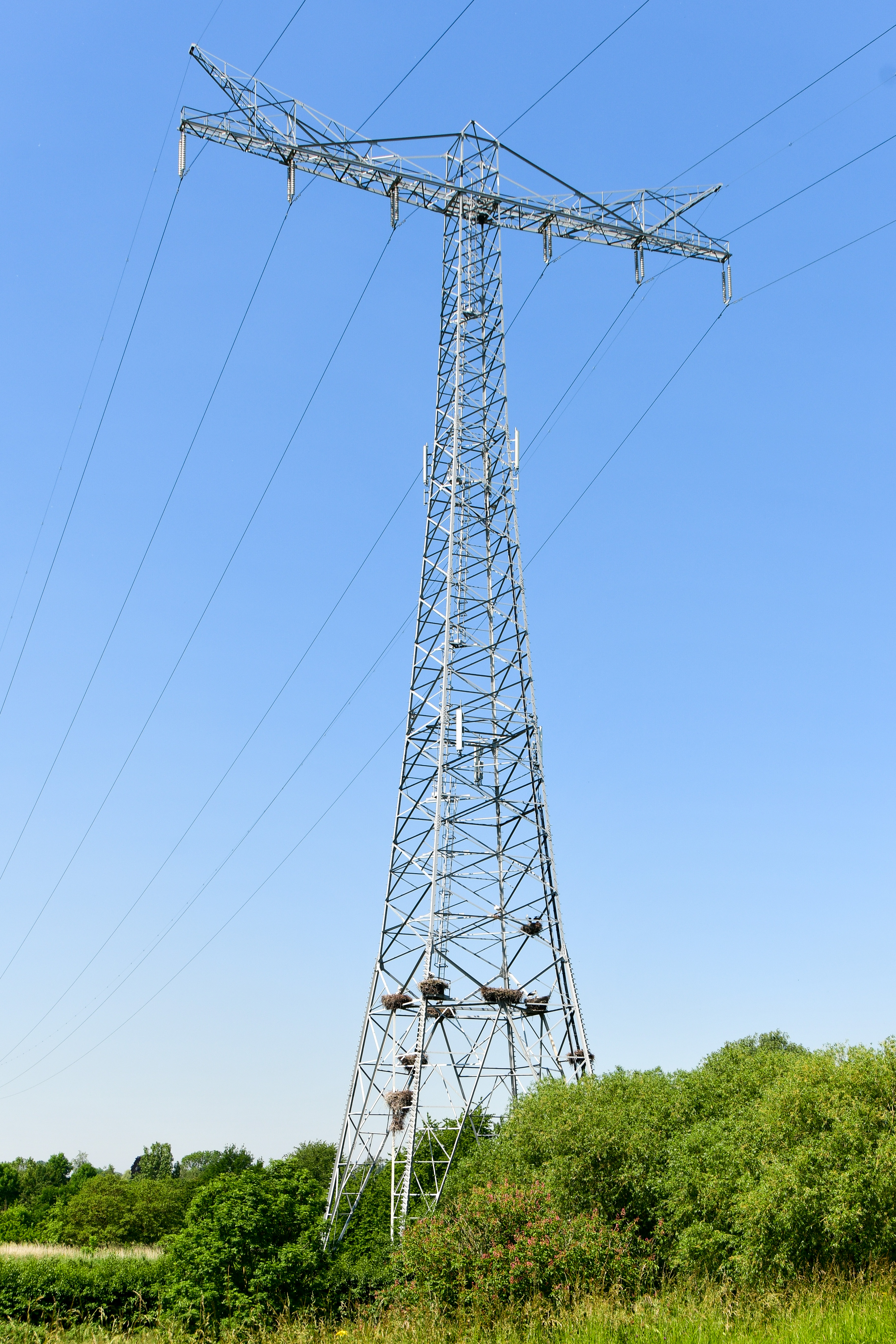
Steunmast van de overspanning over de Waal bij Hurwenen in Nederland, tachtig meter hoog.

Draadslachtoffers - Driefasespanning - Dwarsregeltransformator - Elektriciteitscentrale - Hoogspanningsleiding - Hoogspanningsnet - Kortsluitingen in hoog- en laagspanningsnetten - Netbeheerder - Onderstation - Scheidingsschakelaar - Vermogenschakelaar - Vermogenstransformatorwikkeling - Vermogenstransformator